# Colli Bolognesi Pignoletto Monte San Pietro
Il Colli Bolognesi Pignoletto Monte San Pietro era una tipologia del vino DOC Colli Bolognesi Classico, in seguito abrogata.